# Vägojämnhet

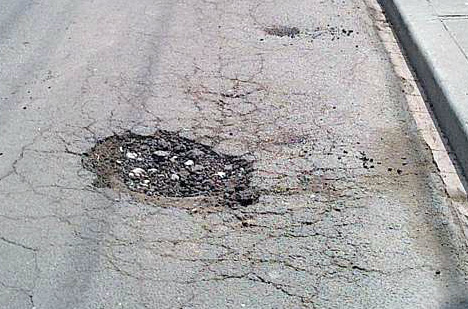
En väg som blivit potthålsskadad.

En vägojämnhet är en avvikelse på en vägyta jämfört med ett verkligt plan, som påverkar fordonsrörelser, färdkvalitet, dynamiska laster, avvattning och vinterväghållning. En alternativ definition ges i Europanorm 13036-5, vilken säger att vägars ojämnhet i längdled utgörs av avvikelser inom 0,5 till 50 m våglängd från en rät linje (100 m för vissa ytor).

## Historia
Vägojämnheters inverkan på fordonsdynamik och åkkomfort har mätts nästan lika länge som det funnits motordrivna bilar. År 1926 utrustade Engineering Experiment Station of the State College of Washington en bil med ett system som mätte den vibrerande relativa rörelsen mellan hjulaxel och karosseri under färd över olika vägojämnheter. Mätbilen användes bland annat på den dåvarande grusvägen mellan Spokane och Cheney (delstaten Washington, USA), varvid det konstaterades att vägen snabbt blev ojämn av trafikering med högtrycksdäck, medan vägen istället jämnades till vid trafikering med lågtrycksdäck.
Väghållare kom senare att mäta vägojämnheter med så en kallad bump integrator, en sorts släpvagn med ett extra hjul vars vertikalrörelse relativt vagnens chassi mättes. En rad andra instrument har också använts, däribland svenska Statens Väginstituts 5 m långa rullande Viagraf från 1948. En datorsimulerad viagraf används än idag vid utvärdering av ojämnheter på nyasfalterade danska statsvägar.
Fordonsindustrins behov av noggranna data över fjädringssystemets belastning från vägojämnheter ledde fram till att General Motors under 1960-talet utvecklade den så kallade GM-profilometern.
Den bestod av en kombination av längdmätare, en sensor som mätte höjden över vägbanan samt en tröghetsenhet. GM-profilometern ledde fram till de laser-/tröghetsbaserade profilografer och liknande vägprofilmätbilar som används idag.
1986 utvecklade Världsbanken vägojämnhetsmåttet International roughness index (IRI), i syfte att kunna ställa krav i samband med stöd till upprustning av vägnät i utvecklingsländer. Idag finns en rad andra vägojämnhetsmått.

## Vägojämnheter har en utbredning
Vägojämnheter måste utvärderas över ett visst intervall. Det är meningslöst att tala om ojämnhet i en punkt. Ojämnhetsmått sammanfattar istället avvikelser utmed ett intervall mellan två punkter.
Olika typer av ojämnheter är associerade med olika våglängdsintervall. Exempelvis påverkas fordonsrörelser och buller av helt olika våglängder; medan fordonsrörelser påverkas av cirka 15 m långa vågor orsakas buller främst av ojämnheter kortare än 1 m. Vanligtvis är ojämnheter med cirka 1–30 m våglängd mest störande för passagerare i motorfordon. "Vågor" med kortare längd än 0,5 m, till exempel potthål, heter på vägtekniskt fackspråk megatextur. Megatextur orsakar mycket buller och hårt slitage på fordon.

## Mått på vägojämnhet
Ett vanligt mått på vägojämnhet är International roughness index (IRI), vilket påverkas av ojämnheter mellan cirka 0,5 och 30 m våglängd. Ett annat sätt att mäta ojämnheter är i form av avvikelser mot en oftast 2–5 m lång rätskiva. Rätskiveavvikelse ger dock ingen information om avvattning och om långa våglängder. Eftersom rätskenan inte mäter ojämnhet vid långa våglängder, säger rätskeneavvikelse tämligen lite om fordonsfjädringens rörelser, dynamiska laster och färdkvalitet/åkkomfort. Rätskivemätning är därför en bristande metod att mäta flera av de genom Trafikverket (före detta Vägverket) definierade aspekterna på vägojämnheter.
Trafikverket laserskannar vägojämnheter med avancerade profilografmätbilar.

## Åksjuka sätter den funktionella övre gränsen för vägojämnheters våglängd
Den övre gränsen för vägojämnheters våglängd definieras genom färdkvalitetsaspekten av åksjukebesvär i ambulansbilar. I områden med ojämna vägar blir upp till cirka 40 % av ambulanspatienterna åksjuka. Åksjuka kan vara förödande för vissa patientgruppers hälsa. En enkätundersökning inom svensk ambulanssjukvård har visat att även cirka 25 % av ambulanssjukvårdarna uppvisar regelmässigt åksjukesymptom. Orsaken till åksjuka är böljande rörelser med 0,1–0,63 Hz frekvens. Människan är mest åksjukekänslig vid cirka 0,2–0,25 Hz; se Rörelsesjuka. Enligt fysikens definitioner är våglängd [m] = hastighet [m/s] dividerat med frekvens [1/s]. För en patient i en ambulans med utryckningsfart 140 km/tim (cirka 40 m/s) ger därför vägojämnheter med våglängder kring cirka 40 / 0,2 = 200 m mest åksjukebesvär. Detta visar att EU-normen 13036-5 i relation till ISO-standard 2631 är diskutabelt snäv i sin definition av den övre gränsen för vägojämnhet (50 m), medan Trafikverkets funktionella definition av vägojämnhet är baserad på färdkvalitetsaspekten och därmed inrymmer även hundratals meter långa vågor.

## Effekter av långa vägojämnheter är svåra att isolera bort via fordonsfjädring
Ett par vanligt förekommande typer av mycket långa ojämnheter är skevningsövergångar mellan tvära kurvor på omoderna vägar, respektive sättningar i vägar som fyllts ut på lös lera och siltjordar. Två effektiva sätt att minska åksjukeproblem är därför att räta ut tvära kurvor samt att förstärka vägars grundläggning på avsnitt med svag mark. Det är inte särskilt effektivt att sänka farten. För att få lägre frekvens än 0,1 Hz (och därmed komma utanför frekvensspektrumet 0,1 - 0,63 Hz som framkallar åksjuka) från en skevningsövergång som har stor amplitud vid 200 m våglängd, måste ambulansen halvera farten från 140 till under 70 km/tim. Så låg fart kan i många fall innebära farligt lång transporttid för patienten. Det går inte heller att enkelt lösa problemet genom att bygga om ambulansbilens fjädringssystem; det är fysikaliskt omöjligt att isolera bort rörelser med så låga frekvenser som 0,1 Hz. Den långsiktiga åtgärden är därför att bygga bort vägens ojämnheter.

## Ökad risk för trafikolyckor
Vägojämnheter medför kraftigt försämrad trafiksäkerhet, i synnerhet i kombination med halt väglag så som vid underkylt regn.

## Energiförbrukning och utsläpp av koldioxid
Vägojämnheter medför ökat rullmotstånd och därmed ökad energiförbrukning. Motorfordons utsläpp av växthusgasen koldioxid är direkt proportionella mot deras förbrukning av drivmedel. Därmed medför vägojämnheter onödiga utsläpp av CO2. Omfattande mätningar i svenska timmerlastbilar  har visat att drivmedelsförbrukningen kan vara 25–40 % högre på vägar med dålig asfalt än på bra asfalt.

## Trafikverkets databas med resultat från vägojämnhetsmätning
Trafikverket har sedan 1980-talet mätt och lagrat data över vägojämnheter på den belagda delen av det statliga vägnätet. Numera finns dessa mätresultat (inklusive bland annat spårdjup, tvärfall, textur, vägens horisontalkurvatur och backighet), tillsammans med resultat från trafikmätning, fotografier av vägmiljön, karta, uppgifter om beläggning, vägdriftsklass med mera, allmänt tillgängliga via Trafikverkets webbplats PMSv3. (PMS = Pavement Management Systems, "Vägförvaltningssystematik").